# Bo Jonsson
Bo Sven Ingvar Jonsson (ur. 17 stycznia 1947 w Grännie) – szwedzki lekkoatleta specjalizujący się w skoku wzwyż. 
Na arenie międzynarodowej odniósł następujące sukcesy:
| Rok  | Miejsce   | Zawody                        | Konkurencja | Pozycja       | Wynik |
| ---- | --------- | ----------------------------- | ----------- | ------------- | ----- |
| 1964 | Warszawa  | europejskie igrzyska juniorów | skok wzwyż  | srebrny medal | 2,01  |
| 1966 | Odessa    | europejskie igrzyska juniorów | skok wzwyż  | złoty medal   | 2,06  |
| 1966 | Budapeszt | mistrzostwa Europy            | skok wzwyż  | 12. miejsce   | 2,03  |
| 1968 | Madryt    | europejskie igrzyska halowe   | skok wzwyż  | 6. miejsce    | 2,11  |

Podczas letnich igrzysk olimpijskich w Meksyku (1968) był zgłoszony do konkursu skoku wzwyż, jednak nie wystąpił w eliminacjach i nie został sklasyfikowany.
Dwukrotny złoty medalista mistrzostw Szwecji w skoku wzwyż – 1965 (2,07), 1967 (2,10).
Rekord życiowy w skoku wzwyż: 2,18 (11 maja 1969, Sztokholm).